# Inmigración siria en Venezuela
La inmigración siria en Venezuela es el movimiento de ciudadanos sirios hacia Venezuela.

## Historia
La migración siria a Venezuela se inició hacia finales del siglo XIX, cuando miles de cristianos y judíos sirios llegaron escapando de la caída de los últimos años de existencia del Imperio otomano. Desde entonces, el flujo de personas entre Siria y Venezuela ha sido constante.
La enorme migración siria a Venezuela tuvo lugar durante el boom petrolero de la década de 1950. Casi todos los pueblos y aldeas que no habían tenido colonos sirios de las primeras inmigraciones, que comenzaron a fines de la década de 1880, ahora tienen al menos una familia siria. Se han unido a los aproximadamente 500 000 inmigrantes anteriores y sus descendientes, reforzando la cultura árabe entre la antigua comunidad siria que había sido casi totalmente asimilada.
Posteriormente, algunos miembros de la comunidad sirio-venezolana han migrado a Siria, principalmente a la ciudad de Sweida, la cual es conocida como la «pequeña Venezuela».

## Religión
La mayoría de los sirio-venezolanos son drusos, católicos y ortodoxos. Existen también comunidades musulmanas y judías (mizrajíes) que hacen vida en el país.

## Venezolanos notables de ascendencia siria
- Tareck El Aissami, político que se ha desempeñado como Vicepresidente de Venezuela del 4 de enero de 2017 al 14 de junio de 2018.
- Tarek Saab, político, abogado y poeta.
- Mariam Habach, modelo y ganadora del concurso de belleza Miss Venezuela.
- Walid Makled, empresario.
- James Tahhan, chef, personalidad de televisión, restaurador y autor.
- Abdel el Zabayar, político, exdiputado del PSUV.